# Il maresciallo Rocca
Il maresciallo Rocca è stata una serie televisiva italiana, prodotta dalla Rai e dalla Solaris Cinematografica e trasmessa in prima visione assoluta dal 16 gennaio 1996 al 23 ottobre 2005 sulle reti Rai.
Il protagonista è Gigi Proietti. La serie, ideata da Laura Toscano, è basata su un soggetto della stessa Toscano e di Franco Marotta. È composta da cinque stagioni: la prima andò in onda originariamente su Raidue, le successive su Raiuno.
Ai tempi della prima visione, questa serie risultò essere una tra le produzioni televisive di maggiore audience.

## Storia sulla produzione

### 1995: concezione e creazione
La serie venne creata nel 1995 dai romanzi gialli di Laura Toscano e Franco Marotta, che raccontano le storie del maresciallo Giovanni Rocca, ambientate a Viterbo. È prodotta dalla Solaris Cinematografica di Adriano e Guglielmo Ariè, in collaborazione con la Rai. Il protagonista è interpretato da Gigi Proietti, affiancato da Stefania Sandrelli nel ruolo della farmacista Margherita, Sergio Fiorentini nel ruolo del brigadiere Alfio Cacciapuoti, Francesca Rinaldi, Angelo Sorino e Francesco Lodolo che interpretano i figli del maresciallo, Mattia Sbragia nel ruolo del sostituto procuratore Mannino, Roberto Accornero nei panni del capitano Aloisi, Paolo Gasparini nel ruolo dell'appuntato Michele Banti e Massimiliano Virgilii nei panni del carabiniere Carmelo Russo. Laura Toscano, ideatrice e sceneggiatrice della serie, rivela che "Il maresciallo Rocca è una serie diversa dalle altre. Qui ogni giorno si ha a che fare con rapimenti, omicidi, traffico di droga, insomma può succedere di tutto". La regia è affidata a Giorgio Capitani e Lodovico Gasparini. La colonna sonora e le musiche sono realizzate da Guido e Maurizio De Angelis.
Il maresciallo Rocca rappresenta il primo ruolo realmente impegnato di Gigi Proietti sul piccolo schermo: l'attore, infatti, negli ultimi anni   si era dedicato prevalentemente al teatro e solo di recente aveva ripreso a girare miniserie televisive o serial di breve durata. Questo è anche il motivo dell'iniziale indecisione di Proietti: «Non so, ero indeciso, non corrispondeva alla mia immagine e alla mia età, in fondo non sono più un ragazzino» commentò l'attore. Fu inoltre una delle primissime fiction d'impronta seriale incentrate sul corpo dell'Arma dei Carabinieri, fino ad allora trasposta, sia al cinema che in televisione, prevalentemente in chiave comico-demenziale.

### 1996: l'esordio e il grande successo
Agli inizi di luglio 1995 cominciarono le riprese della prima stagione della serie, formata da otto episodi, della durata di 90 minuti ciascuna. La regia è di Giorgio Capitani per i primi cinque episodi, mentre negli ultimi tre è affidata a Lodovico Gasparini. In questa prima stagione presero parte diverse guest-star, tra cui Riccardo Cucciolla, Nino Castelnuovo, Angelo Nicotra, Tosca D'Aquino, Jacques Sernas, Valeria Ciangottini, Orso Maria Guerrini, Valeria Fabrizi, Ettore Bassi, Anita Zagaria, Maria Fiore, Andrea Tidona ed Emilio De Marchi. La prima stagione venne trasmessa in prima visione su Raidue dal 16 gennaio al 23 marzo 1996 a partire dalle 20:40.
Il primo episodio, Una morte annunciata, venne seguito da circa 8,7 milioni di spettatori e il 30% di share, un successo clamoroso per la seconda rete Rai. Le successive puntate videro gli spettatori crescere di puntata in puntata, riuscendo già dalla seconda a sfondare il muro dei 10 milioni di spettatori. Un primo record si raggiunse nella puntata del 13 febbraio 1996 quando il quinto episodio ottenne 12.028.000 spettatori e il 40,38% di share; gli ascolti vertiginosi spinsero la Rai a rinviare la puntata successiva prevista per il 20 febbraio, in modo da non rischiare di togliere spettatori alla prima serata del Festival di Sanremo. Tornò in onda martedì 27 febbraio siglando un nuovo record d'ascolti: 13.721.000 spettatori con punte del 52% di share. Il record assoluto della stagione arriverà però nell'ultima puntata del 12 marzo 1996 quando la serie ottenne ben 15.585.000 spettatori e il 50,27% di share nell'ultimo episodio, La vendetta rendendo il maresciallo Rocca la fiction più seguita dai tempi de La piovra. L'episodio centrale della stagione è il quinto, Morire d'amore, dove trova la morte Antonio Fait (interpretato da Daniele Petruccioli) uno degli uomini migliori di Rocca. Grazie allo straordinario successo, la serie vinse molti riconoscimenti: al Premio Regia Televisiva la fiction ottenne ben cinque premi, nelle categorie Miglior Fiction, Grandi ascolti, Programma innovativo. Inoltre il 7 maggio 1996 vinse il Telegatto come trasmissione dell'anno, ritirato da Gigi Proietti e Stefania Sandrelli.
Nel febbraio 1996, fece scalpore una polemica da parte di Striscia la notizia: l'inviato della trasmissione Stefano Salvi rilevò un presunto caso di pubblicità occulta all'interno della fiction relativo ad una nota casa automobilistica. Le accuse vennero rapidamente smentite dalla Solaris Cinematografica, casa di produzione del telefilm, e dallo stesso Proietti durante un'intervista alla trasmissione di Antonio Ricci; successivamente, l'Antitrust assolse a pieno titolo la fiction.
Gli episodi vennero ritrasmessi in replica già tra la fine di settembre e il novembre dello stesso anno, e in seguito anche nella primavera 1998, poco dopo della messa in onda della seconda stagione, in entrambi i casi con ottimi livelli di ascolto.

### 1997-1998: il passaggio a Raiuno
La fiction venne replicata per la prima volta nel settembre 1996 sempre su Raidue: il dato di ascolto fu formidabile anche in replica, con 6 milioni di spettatori e il 22,82% alla prima replica, mentre le restanti ottennero una media di 5,6 milioni di spettatori. Questi ascolti così alti portarono la Rai e la Solaris ad avviare la produzione di una seconda stagione (che dovevano iniziare nel marzo 1997, ma lo rinviarono perché Gigi Proietti era impegnato nella serie sempre prodotta dalla Solaris e andata in onda su Canale 5, L'avvocato Porta) Le riprese iniziarono nel settembre 1997 e durarono fino a gennaio 1998. Questa seconda stagione, costituita da quattro episodi, venne promossa da Raidue all'ammiraglia Raiuno (rete su cui proseguirà fino alla fine) e trasmessa a partire dal 22 marzo 1998.
In questa stagione furono molti i colpi di scena: nel primo episodio Margherita viene accusata dell'omicidio dell'ex marito, mentre nel successivo la donna e Rocca si sposano dopo mille peripezie, ma sono costretti a rimandare la loro luna di miele a causa di un omicidio avvenuto alle terme. Inoltre nell'ultimo episodio un serial killer, il professor Aleppi (Nicola Di Pinto) uccide la sorella di Banti, uno degli uomini migliori di Rocca, e tenta di uccidere sua figlia Daniela, salvata poi dal padre. La figura del professor Aleppi sarà centrale anche in altri episodi successivi (tra cui l'ultimo della quinta stagione in cui appariranno i suoi Ex Allievi). Nell'ultimo episodio inoltre, Margherita e il maresciallo decidono di adottare il figlio della prima vittima del killer, Tommy.
Questa seconda stagione bissò il successo della precedente, con una media di ascolti tra i 10 e i 12 milioni di spettatori a sera. Anche le successive repliche della stagione, sempre su Raiuno, andate in onda a giugno dello stesso anno e poi nella primavera del 1999 ebbero un buon riscontro di audience; la serie ottenne inoltre il plauso dell'intero corpo dell'Arma dei carabinieri.

### 1999-2001: un successo senza fine
La terza stagione della fiction venne annunciata nell'autunno 1998, con Proietti e la Sandrelli che confermarono la loro volontà di tornare, insieme alla produzione; le riprese sarebbero dovute partire nel marzo 1999, ma a causa del conseguente successo della fiction Commesse, interpretata da Sabrina Ferilli, Nancy Brilli e Veronica Pivetti, la Rai decise di accantonare momentaneamente la produzione della fiction. Successivamente, a causa di lunghe diatribe tra la Rai, la produzione della serie e lo stesso Gigi Proietti, portate avanti per tutto l'autunno 1999 (dopo le riprese del sequel dell'avvocato Porta con il titolo Avvocato Porta - Le Nuove storie), la stessa Rai decise di rinviare la produzione della seconda stagione di Commesse, per far spazio alle riprese della terza stagione de Il maresciallo Rocca.
Le riprese cominciarono il 15 settembre 2000 e terminarono a gennaio 2001. A differenza delle prime due stagioni, in cui la musica era stata composta dai fratelli De Angelis, nella terza stagione se ne occuparono Natale Massara nei primi due episodi e Pino Donaggio negli ultimi due. Al cast avrebbe dovuto aggiungersi Fiorenzo Fiorentini (già compagno di scena di Proietti nella serie L'avvocato Porta nel ruolo del sig. Costanzo, il vicino di casa), nei panni del padre del maresciallo ma il suo personaggio venne cancellato dalla sceneggiatura. La regia dei primi due episodi fu curata da Giorgio Capitani, che aveva già diretto le prime due stagioni. Gli altri due episodi furono diretti da José María Sánchez. La terza stagione, composta da quattro episodi, come la seconda, e fu trasmessa su Raiuno nelle prime serate delle domeniche dal 4 al 25 marzo 2001. Il fulcro centrale fu il terzo episodio Crudele destino contraddistinto dalla morte della moglie del maresciallo Rocca, Margherita, personaggio interpretato da Stefania Sandrelli, avvenuta a causa di una bomba piazzata nella loro automobile. Questo evento determinante venne appreso dal pubblico solo durante la messa in onda dell'episodio, lasciando di stucco i telespettatori, poiché nelle intenzioni iniziali si doveva far scegliere agli stessi telespettatori tramite un sondaggio il futuro del personaggio della farmacista con tre finali diversi, probabilmente già girati sul set. La stessa Stefania Sandrelli, in un intervento sul Corriere della Sera, rivelò in seguito di aver deciso di abbandonare Il maresciallo Rocca per dedicarsi alla serie televisiva Il bello delle donne in onda su Canale 5. Tra le guest-star di questa stagione apparvero soprattutto attori famosi anche del mondo del doppiaggio come Renato Mori, Maria Pia Di Meo, Massimo Rinaldi, Stefano De Sando, Tonino Accolla e Giorgio Locuratolo. Si riunì al cast anche l'attore Daniele Petruccioli, nei panni del carabiniere Andrea Fait, fratello del defunto Antonio Fait, rimasto ucciso durante la prima stagione (in cui era interpretato dallo stesso attore).
Questo e molti altri fattori permisero ascolti molto alti: tra gli 8 e i 9 milioni di telespettatori a sera, con punte di oltre 12 e del 40% di share. Nell'estate del 2001 vennero trasmesse le repliche delle prime tre stagioni finora prodotte, tutte trasmesse su Raiuno. Voci di quell'estate affermavano che, per il continuo successo della serie anche in replica, gli sceneggiatori Laura Toscano e Franco Marotta stessero pensando ad uno spin-off della serie, idea poi accantonata. La terza stagione venne nuovamente trasmessa anche nel marzo 2002, sempre su Raiuno.

### 2002-2004: l'arrivo di Veronica Pivetti
Dal 18 ottobre 2002 partirono le riprese della quarta stagione della fiction, che vide l'entrata nel cast di Veronica Pivetti nel ruolo di Francesca Mariani, nuova compagna di Rocca verso la fine della stagione. I 6 episodi che componevano la stagione andarono in onda, dopo diversi rinvii, a partire dal 26 ottobre 2003 fino al 10 novembre. Questa quarta stagione venne annunciata nel 2002 da Proietti come la chiusura definitiva della fiction.
In questa stagione tornarono ad essere utilizzati i temi musicali dei fratelli Guido e Maurizio De Angelis.
Anche in questa stagione ci furono eventi che stravolsero la vita del maresciallo: oltre alla relazione con Francesca, Rocca organizza il matrimonio di Daniela col poliziotto Marco, Roberto decide di aprire un pub, Giacomo, dopo essersi sposato ed aver avuto un figlio, scopre che il suocero, ricco imprenditore, vende carne macellata clandestinamente e Rocca sarà occupato anche in questo caso, poiché il figlio deciderà di andare via di casa; in seguito il maresciallo riuscirà a farli riappacificare e, nell'ultima puntata, dichiarerà finalmente il suo amore a Francesca. Tra le guest-star di questa stagione sono da ricordare Pippo Santonastaso, Cinzia Mascoli, Ugo Fangareggi, Andrea Tidona (già apparso nell'ultimo episodio della prima), e Luigi Maria Burruano, ma soprattutto si ricorda la comparsa, durante la seconda puntata, della nota attrice di teatro Anna Proclemer, forse la guest-star più importante apparsa in tutta la serie.
Nonostante la lunga pausa TV (due stagioni televisive e quasi tre anni cronologici), il numero di telespettatori addirittura salì rispetto alla terza stagione; al debutto ottenne circa 10,3 milioni di spettatori, e le restanti oscillarono tra i 9 e i 10 milioni a sera. Anche molti critici, come Aldo Grasso elogiarono questa quarta stagione, definendola una delle più belle, al pari della prima.

### 2004-2005: la controversa quinta stagione
Con il termine della quarta stagione, Gigi Proietti, i creatori Toscano e Marotta, e la Solaris considerarono conclusa l'esperienza televisiva del maresciallo Rocca: in particolare la Toscano considerò il successo della quarta stagione una dignitosa fine per una serie così popolare. Tuttavia la Rai si rese disponibile alla possibilità di proseguire la serie, mentre nel cast solo Veronica Pivetti e pochi altri attori minori si mostrarono interessati a riprendere i loro ruoli.
Dopo diversi tentennamenti e lunghe trattative portati avanti per tutto il 2004, la Solaris visti anche i considerevoli ascolti delle repliche in onda in estate, nell'ottobre 2004 cedette alle continue richieste della Rai e avviò la produzione della quinta stagione. La prima tranche di riprese si svolse a dicembre 2004, mentre le restanti si svolsero da febbraio 2005; rispetto alle altre stagioni, l'impianto della quinta ha avuto un risvolto più comico. Durante le riprese, Laura Toscano rivelò: "«il rischio che ci si ripeta tutti un po' c'è. Ma Rocca è un personaggio consolidato nell'immaginario; l'ultima stagione ha avuto una media di oltre 10 milioni di spettatori. Rocca ha una marcia in più che è Proietti, un attore talmente grande da aver saputo creare un'alchimia col personaggio»".
I sei episodi della quinta stagione andarono in onda a partire dal 3 ottobre fino al 23 ottobre 2005: gli ascolti rimasero sempre molto alti (circa 7 milioni di telespettatori a sera, con punte di oltre 9), anche se in calo rispetto alla stagione precedente. Tra le new entry ci furono Bettina Giovannini nei panni del tenente Natalina Solimeni, Corrado Tedeschi in quelli del maresciallo Andrea Di Carmine.

### 2007-2008: la miniserie di due puntate
Durante il 2006 si discusse a lungo sulla possibilità di nuovi progetti con protagonista il maresciallo Rocca. Sia la Rai che la Solaris, alla luce anche dei considerevoli ascolti che la serie aveva registrato, proposero a Laura Toscano di creare una nuova linea narrativa per concludere in maniera definitiva le avventure del personaggio, vista anche la disponibilità di Gigi Proietti e del resto del cast a riprendere i loro ruoli.
Il 16 marzo 2007 venne ufficialmente annunciata la produzione di una miniserie in due puntate dal titolo Il maresciallo Rocca e l'amico d'infanzia tratta dall'omonimo romanzo della Toscano in cui vengono narrate le origini del protagonista. Ad affiancare il protagonista arrivò Giancarlo Giannini, nei panni di Benedetto, l'amico d'infanzia del maresciallo. Le riprese si svolsero tra agosto e settembre 2007 riconfermando tutto il cast originale, con l'ingresso anche di Caterina Vertova nei panni di un ex amore del maresciallo. La miniserie viene trasmessa il 3 e 4 marzo 2008 in prima serata su Raiuno: la serie ha mantenuto lo stesso successo delle precedenti stagioni, superando persino l'agguerrita concorrenza di Canale 5 che ha proposto il Grande Fratello (programma di punta della rete) ed il seguitissimo telefilm statunitense Dr. House - Medical Division.

### 2008-2014: le ipotesi di un ritorno
Prima della messa in onda dell'ultima miniserie, la Solaris Cinematografica in più occasioni sottolineò che tale serie sarebbe stata l'ultima, anche per la volontà degli autori di dedicarsi ad altri progetti. Dopo il successo di ascolti della miniserie però, Gigi Proietti rivelò che gli sarebbe piaciuto vestire ancora i panni del maresciallo Rocca. Il 10 marzo 2008 tuttavia l'ideatrice Laura Toscano confermò la volontà di chiudere definitivamente con la fiction e che non ci sarebbero più state altre produzioni della serie: «Sono felicissima, ma non mi interessa più continuare: per me è l'ultimo, voglio fare altro» commenterà. In un'intervista del 18 dicembre 2008 l'allora direttore di Raiuno Fabrizio Del Noce disse: «Se Gigi Proietti vorrà rifarlo noi siamo pronti, ne saremmo entusiasti».
Negli anni successivi infatti Gigi Proietti ribadì, in varie interviste, che sarebbe stato disponibile a riprendere il suo ruolo. Dopo la scomparsa della creatrice Laura Toscano nel 2009, in un'intervista al quotidiano dell'Arma dei carabinieri che gli chiedeva se fosse ancora interessato a riproporre il personaggio, Proietti rivelò «Sì, vestirei ancora la divisa del maresciallo, ma ci vorrebbe un'idea nuova, e non è facile trovare quella giusta. Oltretutto ci ha lasciato la nostra autrice, Laura Toscano...».
In un'intervista alla trasmissione Porta a Porta del 29 gennaio 2014, Gigi Proietti ribadì che avrebbe ripreso il ruolo solo nel caso si fosse trovata un'idea originale che tuttavia non si trovò e Proietti sarebbe diventato protagonista di un telefilm simile Una pallottola nel cuore. Alla morte dell'attore, avvenuta il 2 novembre 2020, tramontano definitivamente le tante ipotesi sul possibile ritorno del personaggio.

### Le repliche
La serie è stata più volte replicata su diversi canali. Raidue trasmise le repliche della prima stagione già nell'autunno 1996, mentre Raiuno dopo l'approdo della serie sulla rete ammiraglia, trasmise spesso le puntate delle prime tre stagioni: la 1ª stagione venne ritrasmessa nella primavera 1998 poco dopo della messa in onda della 2ª; nell'estate 2001 vennero riproposte tutte e tre le stagioni fino ad allora realizzate, mentre la sola terza stagione andò in onda nel marzo 2002; una successiva replica delle prime tre stagioni venne trasmessa ogni venerdì sera a partire dal 22 aprile 2005. Nell'estate 2006 venne riproposta la sola 5ª stagione. All'inizio del 2004, il neonato canale digitale Rai Doc replicò la prima stagione, ma poi la trasmissione della serie fu interrotta perché si preferì trasferire le repliche di tutte le stagioni sul canale a pagamento RaiSat Premium, repliche che proseguirono fino al 2009, anno in cui cessò la partnership tra RaiSat e Sky. Nell'estate 2009 le repliche sono approdate in day-time su Raiuno. Dal 2011 a 2013 la serie è stata interamente replicata su Rai Premium (canale diventato gratuito nel 2009). Nel 2012, visto il successo delle repliche la serie è stata promossa nuovamente su Raiuno che ne ha ritrasmesso la quarta e la quinta stagione sempre in day-time. Dall'autunno 2014 la serie è nuovamente replicata su Rai Premium, periodicamente in varie fasce orarie. In occasione della morte di Gigi Proietti, RaiPlay ha aggiunto l'intera serie nella propria library, includendo anche la miniserie con Vertova e Giannini, miniserie erroneamente classificata come sesta stagione della serie.
Nel mese di luglio 2021, a pochi mesi dalla scomparsa di Gigi Proietti, Rai 3 ha deciso di riproporre in replica la serie, a partire dalla prima stagione.

## Episodi
| Stagione         | Episodi | Prima TV |
| ---------------- | ------- | -------- |
| Prima stagione   | 8       | 1996     |
| Seconda stagione | 4       | 1998     |
| Terza stagione   | 4       | 2001     |
| Quarta stagione  | 6       | 2003     |
| Quinta stagione  | 6       | 2005     |
| Sesta stagione   | 2       | 2008     |

## Trama

Gigi Proietti interpreta il maresciallo Giovanni Rocca nell'omonima serie televisiva

### Prima stagione
Giovanni Rocca è un maresciallo dei carabinieri che lavora in una caserma di Viterbo, vedovo da molti anni e con tre figli: Giacomo, Daniela e Roberto. Le sue indagini coinvolgono spesso la sua famiglia ma, grazie al suo intuito, il maresciallo fiuta sempre la pista giusta, riuscendo a proteggere i suoi cari e assicurando i criminali alla giustizia. L'episodio che segnerà profondamente la prima stagione sarà la morte prematura del carabiniere Antonio Fait uno degli uomini migliori di Rocca, ucciso da una banda di trafficanti di droga. Non manca però l'amore: il maresciallo, infatti, comincia una relazione con la farmacista Margherita, dividendosi fra lei, la famiglia e il lavoro.

### Seconda stagione
Anche in questa stagione il maresciallo deve bilanciare famiglia e lavoro, e non è semplice quando Margherita, a pochi giorni dalle nozze, viene arrestata per l'omicidio del suo ex marito o quando la loro luna di miele viene interrotta da un omicidio avvenuto alle terme. Inoltre il maresciallo deve affrontare un serial killer che uccide giovani ragazze: la prima è una ragazza madre, la seconda è la sorella dell'appuntato Banti. Fortunatamente il maresciallo interviene appena in tempo per impedire al killer di uccidere sua figlia Daniela. Rocca deve poi cedere alla voglia di maternità di Margherita e i due ottengono la custodia di Tommy, il neonato figlio della prima vittima del killer. Altro lieto evento in casa Rocca quando la fidanzata di Giacomo scopre di essere incinta.

### Terza stagione
In questa stagione il maresciallo è alle prese con Giacomo, insicuro sulla scelta del matrimonio, e con il padre naturale di Tommy, che estorce denaro a Margherita in cambio del bambino. Inoltre Margherita è gelosa della vicinanza di Rocca alla dottoressa Ascari, nuova sostituta procuratrice e per rabbonirla, il maresciallo le promette il viaggio di nozze che non hanno avuto. La mattina della partenza, però, un boss nemico di Rocca posiziona una bomba sulla sua auto, in cui è appena salita Margherita, e la macchina salta in aria davanti agli occhi del maresciallo. Il boss verrà poi catturato da Rocca.

### Quarta stagione
Sono passati tre anni dalla morte di Margherita, ma le ferite sono sempre aperte per il maresciallo, che comunque organizza il matrimonio di Daniela. A scuola da Tommy poi incontra la maestra Francesca, figlia del suo maresciallo di quand'era giovane. La donna ha sempre avuto un debole per lui e questa è una buona occasione per riprendere a fargli il filo. Roberto apre un pub grazie a un prestito del padre, Giacomo litiga con i genitori della moglie dopo aver scoperto che il ricco suocero vende carne macellata clandestinamente e Daniela vive con Marco tra amore e piccoli litigi. Alla fine Rocca dichiara finalmente il suo amore a Francesca, che sta per sposare un altro, ma molla tutto per il maresciallo.

### Quinta stagione
In questa stagione il maresciallo avvia una amicizia con la dottoressa Solimeni, un medico legale. Francesca ne sarà gelosissima e per ripicca anche lei si rende molto disponibile con un nuovo maresciallo. Daniela partorisce la piccola Alice, Giacomo decide finalmente che cosa fare nella vita, scegliendo di diventare carabiniere come suo padre, e Roberto decide invece di diventare prete. Il maresciallo, chiusa la storia con la Solimeni, si rompe una gamba in un incidente domestico e si trasferisce da Francesca, anche lei tornata single. Alla fine Rocca e Francesca si sposano, non prima però di un altro incidente domestico, in cui stavolta sarà lei a rompersi una gamba.

## Controversie
Nel febbraio 1996 la trasmissione Striscia la notizia rilevò un presunto caso di pubblicità occulta all'interno della fiction relativo ad una nota casa automobilistica. Le accuse vennero rapidamente smentite dalla Solaris Cinematografica, casa di produzione del telefilm, e dallo stesso Proietti durante un'intervista alla trasmissione di Antonio Ricci; successivamente, l'Antitrust assolse a pieno titolo la fiction.

## Fumetti
Nel dicembre del 2006 la figura del maresciallo è stata trasposta a fumetti sulla rivista Il Carabiniere. Gli episodi, scritti da Minna Conti e disegnati da Gloria e Fiammetta Foresta Martin, vedevano Rocca impegnato nella risoluzione di enigmi, di impostazione simile a quelli de La Settimana Enigmistica.

## Colonna sonora
La colonna sonora della serie è stata realizzata da Guido e Maurizio De Angelis, celebri con lo pseudonimo Oliver Onions, e pubblicata in CD nel 1998 dall'etichetta Mi Casa Su Casa e distribuita dalla Warner Music Italy.

## Personaggi e interpreti
- Gigi Proietti è il maresciallo aiutante sostituto ufficiale di pubblica sicurezza Giovanni Rocca, protagonista della serie.
- Stefania Sandrelli è la farmacista Margherita Rizzo, seconda moglie di Rocca (dalla prima alla terza stagione).
- Veronica Pivetti è la maestra Francesca Mariani, amica di lunga data di Rocca e sua terza moglie (quarta e quinta stagione; miniserie conclusiva).
- Sergio Fiorentini è il brigadiere Alfio Cacciapuoti, il miglior amico di Rocca e suo collaboratore.
- Mattia Sbragia è Gennaro Mannino, prima sostituto procuratore e poi procuratore capo di Viterbo, eterno rivale-amico di Rocca.
- Paolo Gasparini è Michele Banti, prima Appuntato scelto e poi Brigadiere.
- Francesca Rinaldi è Daniela Rocca, figlia secondogenita di Rocca.
- Massimiliano Virgilii è Carmelo Russo, prima carabiniere poi appuntato scelto.
- Maurizio Rapotec è il carabiniere Giulio Antonangeli.
- Francesco Lodolo è Roberto Rocca, figlio terzogenito di Rocca.
- Angelo Sorino è Giacomo Rocca, figlio primogenito di Rocca; nel corso della quinta stagione diventa tenente dei Carabinieri.
- Maurizio Aiello è Marco Sallustri, prima agente e poi ispettore di Polizia; nella quarta stagione sposa Daniela e diventa quindi genero di Rocca.
- Roberto Accornero è Daniele Aloisi, prima capitano e poi maggiore, il diretto superiore di Rocca (in tutte le stagioni tranne che nella terza).
- Daniele Petruccioli è il carabiniere scelto Antonio Fait (prima stagione) e il carabiniere scelto Andrea Fait (dalla terza alla quinta stagione; miniserie conclusiva), fratello gemello del primo.
- Massimiliano Pazzaglia è Stefano Alfano, prima brigadiere (sostituisce temporaneamente Cacciapuoti tra la fine della prima stagione e l'inizio della seconda) e poi maresciallo alla sezione della Scientifica.
- Valerio Vinciarelli è Tommaso Rocca (nato Bastiani), figlio adottivo di Giovanni Rocca (dalla terza alla quinta stagione; miniserie conclusiva).
- Ruben Rigillo è il carabiniere Sergio Castrilli (dalla prima alla terza stagione).
- Marco Amati è il carabiniere Pittaruga (quarta e quinta stagione).
- Gabriele Corsi è il carabiniere Michele Falcetti (dalla prima alla terza stagione).
- Silvia Pasero è Antonella Massimini; all'inizio della terza stagione diventa la moglie di Giacomo, e quindi nuora di Rocca (dalla terza alla quinta stagione; miniserie conclusiva).
- Luigi Montini è Morissi, informatore di Rocca e poi anche di Marco.
- Ennio Girolami è Cesare Massimini, imprenditore locale e consuocero di Rocca (dalla terza alla quinta stagione).
- Antonio Ianniello è il carabiniere Ardigò (quarta stagione).
- Bettina Giovannini è il tenente Natalina Solimeni, della sezione Scientifica (quinta stagione), ha una breve relazione con Rocca.
- Pierluigi Telese è il carabiniere Di Bitonto (quinta stagione).
- Augusto Zucchi è il Commissario Carovita, diretto superiore di Marco (quinta stagione).
- Alberto Molinari è il capitano De Santis, il diretto superiore di Rocca in sostituzione temporanea di Aloisi (terza stagione).
- Daniela Scarlatti è il sostituto procuratore Lucia Ascari, assistente di Mannino (terza stagione).
- Olimpia Di Nardo è la signora Massimini, consuocera di Rocca (terza e quarta stagione).
- Corrado Tedeschi è il maresciallo del Nucleo Tutela Patrimonio Artistico Andrea Di Carmine, ha una breve relazione romantica e amichevole con Francesca (quinta stagione).

## Riconoscimenti
- 1996 - Premio Regia Televisiva
  - Premio della giuria categoria Miglior Fiction
  - Premio della giuria categoria Grandi ascolti
  - Premio del pubblico categoria Miglior fiction
  - Premio del pubblico categoria Grandi ascolti
  - Premio del pubblico categoria Programma innovativo
- 1996 - Telegatto
  - Premio categoria Miglior trasmissione dell'anno
- 2001 - Premio Regia Televisiva
  - Premio categoria Top 10